# Collonge-Bellerive
Collonge-Bellerive ist eine politische Gemeinde des Kantons Genf in der Schweiz.
Die Gemeinde umfasst die Dörfer Collonge, Vésenaz und Saint-Maurice sowie die Weiler Cherre, Bellerive, La Repentance und La Capite.

Historisches Luftbild aus 100 m von Walter Mittelholzer von 1934

## Geschichte
In Collonge-Bellerive befindet sich am Ufer des Genfersees eine der besterhaltenen Pfahlbausiedlungen der späteren Bronzezeit (rund 1000 v. Chr. bis 900 v. Chr.).
Collonge-Bellerive gehörte zur Grafschaft Genf, ehe es 1401 savoyisch wurde. 1792 wurden die Gemeinden Collonge, Vésenaz und Saint-Maurice zur Gemeinde Collonge-Bellerive zusammengelegt, die zu Frankreich kam. 1814 bis 1816 gehörte Collonge-Bellerive zum Königreich Sardinien, ehe es Teil des Kantons Genf wurde.
Erwähnt wurde es um 1153 als Collonges, 1275 als Sancto Mauricio und hiess bis 1799 Collonge sur Bellerive.

## Bevölkerung
| Bevölkerungsentwicklung | Bevölkerungsentwicklung | Bevölkerungsentwicklung | Bevölkerungsentwicklung | Bevölkerungsentwicklung | Bevölkerungsentwicklung | Bevölkerungsentwicklung | Bevölkerungsentwicklung | Bevölkerungsentwicklung | Bevölkerungsentwicklung | Bevölkerungsentwicklung |
| ----------------------- | ----------------------- | ----------------------- | ----------------------- | ----------------------- | ----------------------- | ----------------------- | ----------------------- | ----------------------- | ----------------------- | ----------------------- |
| Jahr                    | 1816                    | 1850                    | 1900                    | 1950                    | 1990                    | 2000                    | 2010                    | 2012                    | 2014                    | 2017                    |
| Einwohner               | 572                     | 803                     | 950                     | 1830                    | 4769                    | 6344                    | 7621                    | 7519                    | 7819                    | 8096                    |

## Berühmtheiten
Bekanntester, kurzfristiger Einwohner war der verstorbene König Fahd von Saudi-Arabien. Für ihn wurde hier eine Residenz mit mehreren Villen, Tunnel- und Bunkerbauten in einem riesigen Parkgelände errichtet. Ein einziges Mal kam er 2002 mit etwa 5000 Begleitern zu einer Augenoperation.

## Sehenswürdigkeiten

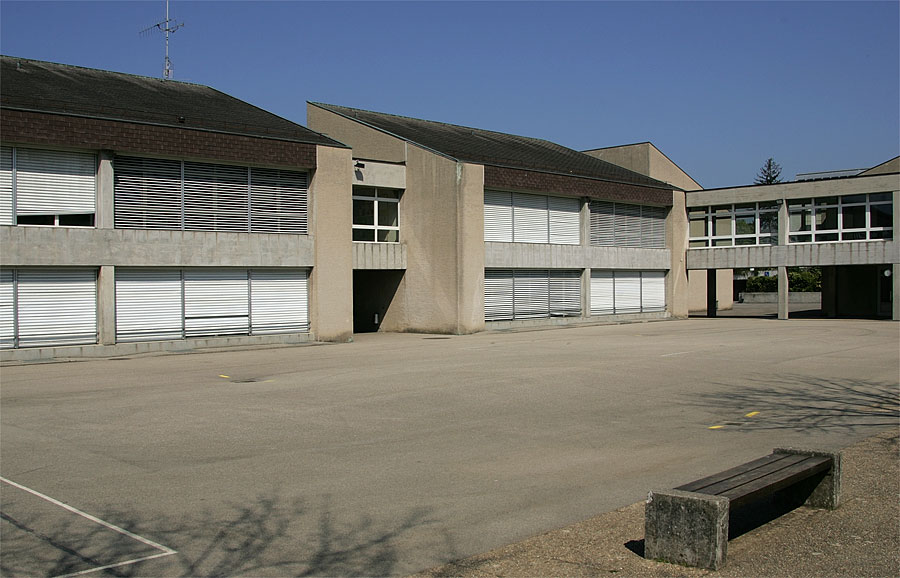
Primarschulhaus
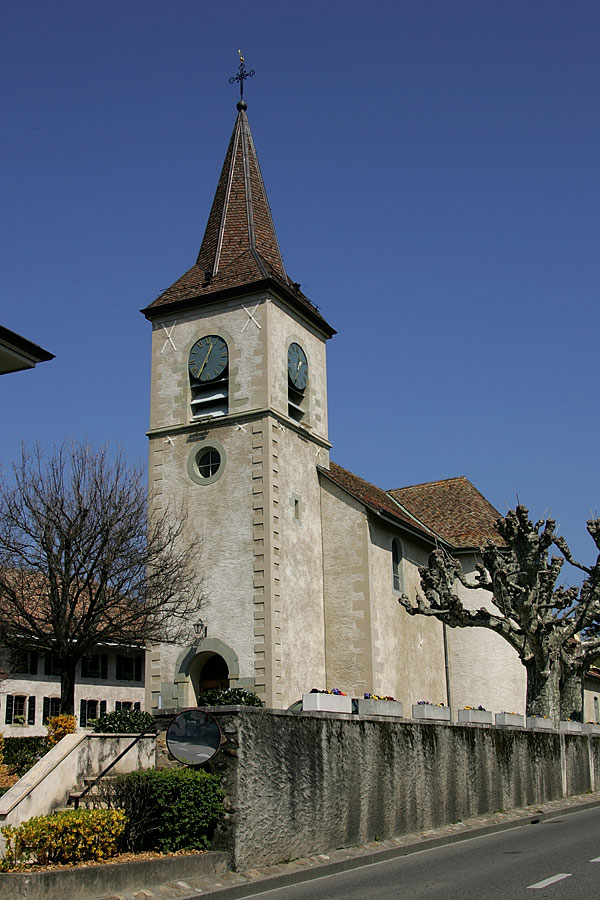
Kirche
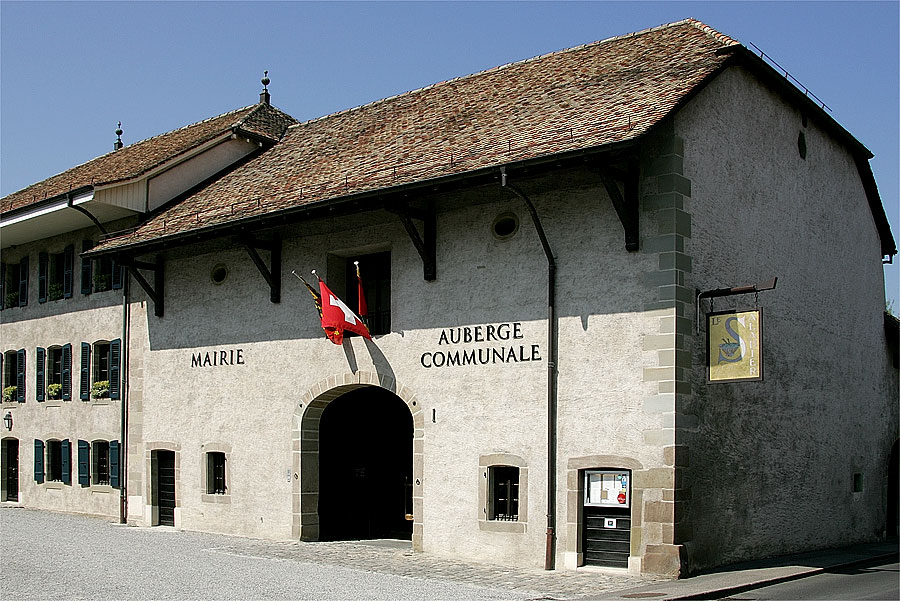
Mairie (Gemeindehaus)
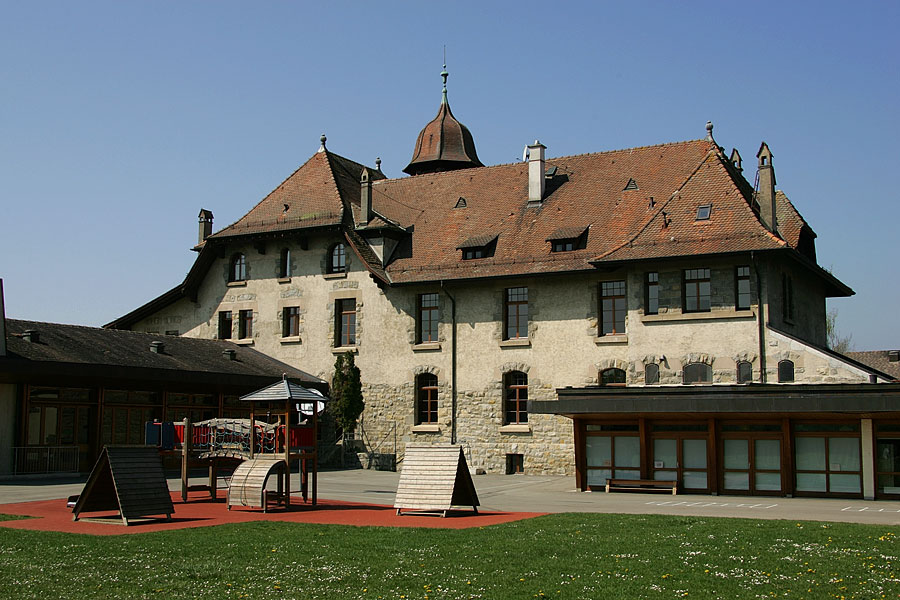
Schulhaus